# Tirrena-Adriàtica 1992
La Tirrena-Adriàtica 1992 va ser la 27a edició de la Tirrena-Adriàtica. La cursa es va disputar en vuit etapes entre l'11 i el 18 de març de 1992, amb un recorregut final de 1.166,8 km.
El vencedor de la cursa fou el danès Rolf Sorensen (Ariostea), que s'imposà al mexicà Raúl Alcalá (PDM) i el suís Fabian Jeker (Helvetia), segon i tercer respectivament. Aquesta fou la segona victòria en la general de Sorensen, després de l'aconseguida el 1987.

## Etapes
| Etapa | Data       | Recorregut                            | Km    | Vencedor d'etapa      | Líder de la general   |
| ----- | ---------- | ------------------------------------- | ----- | --------------------- | --------------------- |
| 1a    | 11 de març | Ostia - Ostia (CRI)                   | 8,0   | Erik Breukink (NED)   | Erik Breukink (NED)   |
| 2a    | 12 de març | Ostia - Viterbo                       | 192,0 | Stefano Colage (ITA)  | Erik Breukink (NED)   |
| 3a    | 13 de març | Lago di Vico - Frosinone              | 191,0 | Rolf Soerensen (DEN)  | Andrea Chiurato (ITA) |
| 4a    | 14 de març | Cassino - Sora                        | 191,0 | Davide Cassani (ITA)  | Andrea Chiurato (ITA) |
| 5a    | 15 de març | Cerro al Volturno - Paglieta          | 168,0 | Moreno Argentin (ITA) | Andrea Chiurato (ITA) |
| 6a    | 16 de març | Paglieta - Monte Cenero               | 214,0 | Moreno Argentin (ITA) | Rolf Sorensen (DEN)   |
| 7a    | 17 de març | Torre San Patrizio - Montegranaro     | 184,5 | Moreno Argentin (ITA) | Rolf Sorensen (DEN)   |
| 8a    | 18 de març | S.B del Tronto - S.B del Tronto (CRI) | 18,3  | Erik Breukink (NED)   | Rolf Sorensen (DEN)   |

## Classificació general
|    | Ciclista                        | Equip     | Temps       |
| -- | ------------------------------- | --------- | ----------- |
| 1  | Rolf Sorensen (DEN)             | Ariostea  | 31h 05' 54" |
| 2  | Raúl Alcalá (MEX)               | PDM       | + 13"       |
| 3  | Fabian Jeker (SUI)              | Helvetia  | + 34"       |
| 4  | Andrea Chiurato (ITA)           | Gatorade  | + 1' 06"    |
| 5  | Davide Cassani (ITA)            | Ariostea  | + 1' 08"    |
| 6  | Beat Zberg (SUI)                | Helvetia  | + 1' 15"    |
| 7  | Laurent Brochard (FRA)          | Castorama | + 1' 16"    |
| 8  | Stephen Roche (IRL)             | Carrera   | + 1' 22"    |
| 9  | Gianluca Pierobon (ITA)         | ZG Mobili | + 1' 28"    |
| 10 | Leonardo Sierra Sepúlveda (VEN) | ZG Mobili | + 1' 39"    |